# Grabia (wieś)
Grabia – wieś w Polsce położona w województwie łódzkim, w powiecie łaskim, w gminie Sędziejowice.
W latach 1954–1959 wieś należała i była siedzibą władz gromady Grabia, po jej zniesieniu w gromadzie Sędziejowice. W latach 1975–1998 miejscowość administracyjnie należała do województwa sieradzkiego.
Właściciel folwarku w tej wsi, Wincenty Suchecki, był komisarzem obwodu sieradzkiego w okresie powstania listopadowego.